# Barbara Hale
Barbara Hale (DeKalb, 18 aprile 1922 – Sherman Oaks, 26 gennaio 2017) è stata un'attrice statunitense.

## Biografia

### Gli inizi
Seconda di due figlie (la sorella Juanita nacque nel 1913), Barbara Hale nacque a DeKalb, in Illinois (USA), da Willa Calvin e Luther "Ezra" Hale, di origini scozzesi e irlandesi. La famiglia si trasferì a Rockford quando Barbara era ancora piccola. Qui prese lezioni di ballo sino all'età di vent'anni, oltre a partecipare alle attività del teatro locale. A scuola scoprì anche la pittura e, dopo il diploma ottenuto nella locale scuola di Rockford, si trasferì a Chicago per iscriversi all'Accademia delle Belle Arti.
La vita nella metropoli fu particolarmente difficile e la scuola molto competitiva. Per guadagnare qualcosa si orientò verso il mestiere di modella e iniziò a posare per una striscia a fumetti dal titolo Ramblin' Bill. Poco dopo aver iniziato questa attività, venne scoperta da un agente che inviò le sue foto agli studi della RKO. Barbara firmò un contratto e si trasferì in California.

### Carriera di attrice cinematografica
Iniziò nel 1943 come comparsa. L'occasione giunse con una piccola parte nel film Il denaro non è tutto (1943) con Frank Sinatra protagonista. Da questo momento partecipò a molti film di serie B come La bella avventura (1945), con Robert Mitchum, e ad alcune pellicole più importanti come La fortuna si diverte (1950) con James Stewart e Nuvola nera (1953) con Broderick Crawford e Lloyd Bridges. L'attrice alternò personaggi di donna e moglie dolce e arrendevole a ruoli di eroina risoluta che sa e ottiene quello che vuole.
Nel 1944, durante la lavorazione di La bella avventura, conobbe Bill Williams (nome d'arte di Hermann Katt), attore che sarebbe diventato famoso grazie alla televisione. Il 22 giugno 1946 si sposarono e il matrimonio durò 46 anni, sino alla morte di Williams nel 1992. Dall'unione sono nati tre figli: Jody Katt nel 1947, William Katt (divenuto anch'egli attore) nel 1951 e Juanita Katt nel 1953.

### Perry Mason

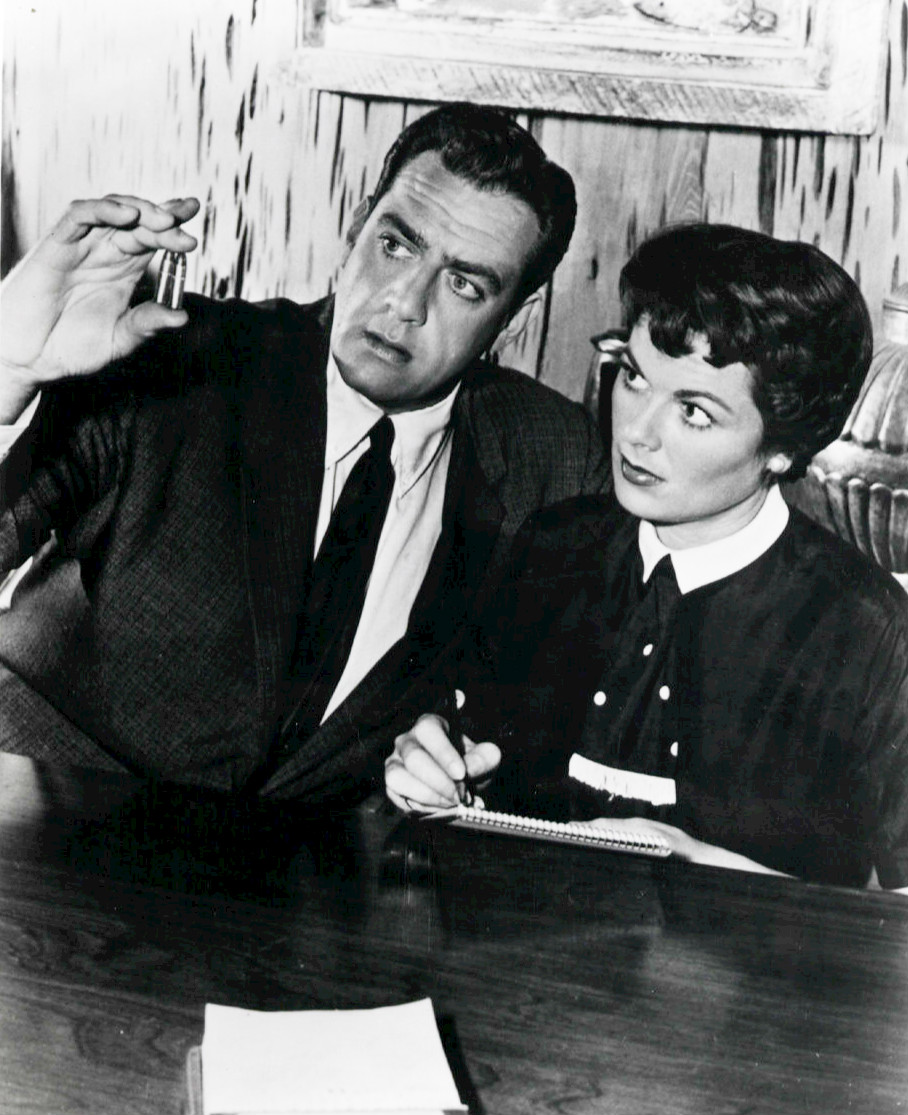
Barbara Hale con Raymond Burr nella serie televisiva Perry Mason (1958)

Alla metà degli anni cinquanta la carriera della Hale contava all'attivo molti film a basso costo e qualche buona interpretazione, ma l'attrice sembrava destinata a restare relegata a ruoli femminili di bella presenza in pellicole di serie B, prodotte in quantità da Hollywood durante gli anni quaranta e cinquanta.
Nel 1956 le venne offerto il ruolo di Della Street, la discreta e indispensabile segretaria tuttofare dell'avvocato Perry Mason nella serie omonima di telefilm. Il personaggio, pur non richiedendo particolari sforzi recitativi, si rivelò una fondamentale presenza a sostegno dell'impianto narrativo, consentendo all'attrice di guadagnarsi un premio Emmy nel 1959 e di ottenere una nuova candidatura nel 1961. La serie di telefilm continuò sino alla conclusione nel 1966, regalando a Barbara Hale una fama senza precedenti.

### La carriera dopo Perry Mason
Il successo mondiale della serie e la notorietà conquistata presso il grande pubblico non impedirono all'attrice di diradare i propri impegni artistici e di dedicarsi alla famiglia, concedendosi sporadiche apparizioni cinematografiche e televisive come guest star. Tra queste si ricordano i ruoli in Airport (1970), ne L'invasione dei ragni giganti (1975) e in Un mercoledì da leoni (1978), interpretato insieme con suo figlio William Katt, e in un episodio del telefilm Ralph supermaxi eroe (1981).
Nel 1985 la televisione americana rilanciò il personaggio di Perry Mason producendo una serie di film per il piccolo schermo: Raymond Burr accettò il suo vecchio ruolo, ma pose come condizione che il ruolo di Della Street fosse nuovamente interpretato da Barbara Hale. Vennero girati 26 film TV con Burr, sino alla sua morte avvenuta nel 1993, e ulteriori 4 film TV (ultimo nel 1995) con il titolo di Perry Mason Mistery, nei quali l'avvocato, fuori città per affari, viene sostituito da valenti colleghi.
Barbara Hale ha una stella sulla Hollywood Walk of Fame al 1628 di Vine Street per il suo contributo all'industria televisiva.

## Vita privata
Barbara Hale visse a Palm Desert, Los Angeles, in California (USA).
Ha lasciato quattro nipoti: due maschi nati dal figlio William Katt, e un maschio e una femmina nati dalla figlia Juanita Katt. Era una fedele del Bahaismo, religione monoteista di origini persiane.

## Filmografia parziale

### Cinema
- La settima vittima (The Seventh Victim), regia di Mark Robson  (1943)
- Il denaro non è tutto (Higher and Higher), regia di Tim Whelan (1943)
- Il Falco a Hollywood (The Falcon in Hollywood), regia di Gordon Douglas (1944)
- La bella avventura (West of the Pecos, regia di Edward Killy (1945)
- La fortuna è femmina (Lady Luck), regia di Edwin L. Marin (1946)
- Il ragazzo dai capelli verdi (The Boy with Green Hair), regia di Joseph Losey (1948)
- Non c'è passione più grande (Jolson Sings Again), regia di Henry Levin (1949)
- La finestra socchiusa (The Window), regia di Ted Tetzlaff (1949)
- Bersaglio umano (The Clay Pigeon), regia di Richard Fleischer (1949)
- E col bambino fanno tre (And Baby Makes Three), regia di Henry Levin (1949)
- La fortuna si diverte (The Jackpot), regia di Walter Lang (1950)
- I clienti di mia moglie (Emergency Wedding), regia di Edward Buzzell (1950)
- La dinastia dell'odio (Lorna Doone), regia di Phil Karlson (1951)
- Nuvola nera (Last of the Comanches), regia di André De Toth (1953)
- Seminole, regia di Budd Boetticher (1953)
- Il complice segreto (The Lone Hand), regia di George Sherman (1953)
- Un leone per la strada (A Lion Is in the Street), regia di Raoul Walsh (1953)
- I due capitani (The Far Horizons), regia di Rudolph Maté (1955)
- Senza catene (Unchained), regia di Hall Bartlett (1955)
- I banditi del petrolio (The Houston Story), regia di William Castle (1956)
- 7º Cavalleria (7th Cavalry), regia di Joseph H. Lewis (1956)
- Petrolio rosso (The Oklahoman), regia di Francis D. Lyon (1957)
- Slim Carter, regia di Richard Bartlett (1957)
- Airport, regia di George Seaton (1970)
- L'invasione dei ragni giganti (The Giant Spider Invasion), regia di Bill Rebane (1975)
- Un mercoledì da leoni (Big Wednesday), regia di John Milius (1978)

### Televisione
- Screen Directors Playhouse – serie TV, episodio 1x01 (1955)
- Climax! – serie TV, episodio 2x14 (1955)
- Celebrity Playhouse – serie TV, episodio 1x08 (1955)
- Scienza e fantasia (Science Fiction Theatre) – serie TV, episodi 1x10-1x29 (1955)
- General Electric Theater – serie TV, episodi 3x28-8x04 (1955-1959)
- Crossroads – serie TV, episodio 1x32 (1956)
- Damon Runyon Theater – serie TV, episodio 2x14 (1956)
- Perry Mason – serie TV, 271 episodi (1957-1966)
- Ironside – serie TV, 1 episodio (1971)
- Il ritorno di Perry Mason (Perry Mason Returns), regia di Ron Satlof – film TV (1985)
- Perry Mason e la novizia (Perry Mason: The Case of the Notorious Nun), regia di Ron Satlof – film TV (1986)
- Perry Mason: Assassinio in diretta (Perry Mason: The Case of the Shooting Star), regia di Ron Satlof – film TV (1986)
- Perry Mason: Per un antico amore (Perry Mason: The Case of the Lost Love), regia di Ron Satlof – film TV (1987)
- Perry Mason: Lo spirito del male (Perry Mason: The Case of the Sinister Spirit), regia di Richard Lang – film TV (1987)
- Perry Mason: La signora di mezzanotte (Perry Mason: The Case of the Murdered Madam), regia di Ron Satlof – film TV (1987)
- Perry Mason: Morte di un editore (Perry Mason: The Case of the Scandalous Scoundrel), regia di Christian I. Nyby II – film TV (1987)
- Perry Mason: Un fotogramma dal cielo (Perry Mason: The Case of the Avenging Ace), regia di Christian I. Nyby II – film TV (1988)
- Perry Mason: La donna del lago (Perry Mason: The Case of the Lady in the Lake), regia di Ron Satlof – film TV (1988)
- Perry Mason: Arringa finale (Perry Mason: The Case of the Lethal Lesson), regia di Christian I. Nyby II – film TV (1989)
- Perry Mason: Partitura mortale (Perry Mason: The Case of the Musical Murder), regia di Christian I. Nyby II – film TV (1989)
- Perry Mason: Campioni senza valore (Perry Mason: The Case of the All-Star Assassin), regia di Christian I. Nyby II – film TV (1989)
- Perry Mason: Furto d'autore (Perry Mason: The Case of the Poisoned Pen), regia di Christian I. Nyby II – film TV (1990)
- Perry Mason: Crimini di guerra (Perry Mason: The Case of the Desperate Deception), regia di Christian I. Nyby II – film TV (1990)
- Perry Mason: Morte a tempo di rock (Perry Mason: The Case of the Silenced Singer), regia di Ron Satlof – film TV (1990)
- Perry Mason: Una ragazza intraprendente (Perry Mason: The Case of the Defiant Daughter), regia di Christian I. Nyby II – film TV (1990)
- Perry Mason: Va in onda la morte (Perry Mason: The Case of the Ruthless Reporter), regia di Christian I. Nyby II – film TV (1991)
- Perry Mason: Omicidio sull'asfalto (Perry Mason: The Case of the Maligned Mobster), regia di Ron Satlof – film TV (1991)
- Perry Mason: La bara di vetro (Perry Mason: The Case of the Glass Coffin), regia di Christian I. Nyby II – film TV (1991)
- Perry Mason: Scandali di carta (Perry Mason: The Case of the Fatal Fashion), regia di Christian I. Nyby II – film TV (1991)
- Perry Mason: L'arte di morire (Perry Mason: The Case of the Fatal Framing), regia di Christian I. Nyby II – film TV (1992)
- Perry Mason: Morte di un dongiovanni (Perry Mason: The Case of the Reckless Romeo), regia di Christian I. Nyby II – film TV (1992)
- Perry Mason: Fiori d'arancio (Perry Mason: The Case of the Heartbroken Bride), regia di Christian I. Nyby II – film TV (1992)
- Perry Mason: Elisir di morte (Perry Mason: The Case of the Skin-Deep Scandal), regia di Ron Satlof – film TV (1993)
- Perry Mason: L'ospite d'onore (Perry Mason: The Case of the Telltale Talk Show Host), regia di Christian I. Nyby II – film TV (1993)
- Perry Mason: Il bacio che uccide (Perry Mason: The Case of the Killer Kiss), regia di Christian I. Nyby II – film TV (1993)
- Perry Mason: Poker di streghe (A Perry Mason Mystery: The Case of the Wicked Wives), regia di Christian I. Nyby II – film TV (1993)
- Perry Mason: Serata con il morto (A Perry Mason Mystery: The Case of the Lethal Lifestyle), regia di Helaine Head – film TV (1994)
- Perry Mason: dietro la facciata (A Perry Mason Mystery: The Case of the Grimacing Governor), regia di Max Tash – film TV (1994)
- Perry Mason: Il caso Jokester (A Perry Mason Mystery: The Case of the Jealous Jokester), regia di Vincent McEveety – film TV (1995)

## Doppiatrici italiane
- Gemma Griarotti ne Il ritorno di Perry Mason, Perry Mason e la novizia, Perry Mason: Assassinio in diretta, Perry Mason: Per un antico amore, Perry Mason: Morte di un editore, Perry Mason: Un fotogramma dal cielo, Perry Mason: La donna del lago, Perry Mason: Arringa finale, Perry Mason: Partitura mortale, Perry Mason: Campioni senza valore, Perry Mason: Furto d'autore, Perry Mason: Crimini di guerra, Perry Mason: Morte a tempo di rock, Perry Mason: Una ragazza intraprendente, Perry Mason: Va in onda la morte, Perry Mason: Omicidio sull'asfalto, Perry Mason: La bara di vetro, Perry Mason: Scandali di carta, Perry Mason: L'arte di morire, Perry Mason: Morte di un dongiovanni, Perry Mason: Fiori d'arancio, Perry Mason: Elisir di morte, Perry Mason: L'ospite d'onore, Perry Mason: Il bacio che uccide
- Cristina Grado in Perry Mason: Poker di streghe, Perry Mason: Serata con il morto, Perry Mason: dietro la facciata, Perry Mason: Il caso Jokester
- Marzia Ubaldi in Perry Mason: Lo spirito del male, Perry Mason: La signora di mezzanotte
- Adriana Parrella in Il ragazzo dai capelli verdi
- Renata Marini in La fortuna si diverte
- Dhia Cristiani in Seminole
- Andreina Pagnani in Il complice segreto
- Lydia Simoneschi in I due capitani
- Micaela Giustiniani in 7º Cavalleria
- Adriana De Roberto in Perry Mason (serie classica)
- Anna Miserocchi in Airport
- Franca Lumachi in Un mercoledì da leoni
- Elettra Bisetti in Perry Mason (serie classica; ridoppiaggio)